# Yuri Lisyansky
Yuri Fyodorovich Lisyansky (também escritas como Urey Lisiansky) (em russo: Лисянский, Юрий Фёдорович), 13 de agosto de 1773 -- 6 de março de 1837), foi um oficial na Marinha Imperial Russa e explorador.
Em 1786 comandou o Corpo de cadetes da marinha, e participou na Guerra Russo Sueca (1788-1790). Durante 1790-1793 serviu na Frota do Báltico. Durante o período 1793-1799 percorreu em navios britânicos todo o globo.
Em 1803-1806 Lisyanski foi colocado como comandante do navio de guerra  Neva e participou na primeira circum-navegação russa, chefiado por Krusenstern. A expedição começou a partir de Kronstadt, mas a frota de navios dividiu-se após visitar o Havaí e Lisianski começou a ir em direção do Alasca. Em 1804, o Neva visitou a Ilha de Páscoa, e mais tarde nesse ano, foi essencial para a derrotar o tlinguit na batalha de Sitka, no Alasca. Em 1805 ele conheceu Krusenstern novamente em Macau, mas eles logo foram separados. Também em 1805 foi o primeiro a descrever o selo do monge havaiano sobre a ilha que hoje ostenta o seu nome. Eventualmente, o Neva foi o primeiro a voltar para Kronstadt em 22 de julho de 1806. Por essa proeza Lisyanski foi premiado em diversas maneiras, incluindo a condecoração com a Ordem de São Vladimir do 3.º grau.
Lisyanski foi sepultado no Mosteiro de Alexander Nevsky.
Em sua homenagem foi com o seu nome designada a ilha Lisianski, no Havaí.